# Сичиці
Сичиці (хорв. Sičice) — населений пункт у Хорватії, в Бродсько-Посавській жупанії у складі громади Врбє.

## Населення
Населення за даними перепису 2011 року становило 391 осіб.
Динаміка чисельності населення поселення:

## Клімат
Середня річна температура становить 11,39 °C, середня максимальна – 26,29 °C, а середня мінімальна – -6,06 °C. Середня річна кількість опадів – 897 мм.
| Клімат поселення                              | Клімат поселення | Клімат поселення | Клімат поселення | Клімат поселення | Клімат поселення | Клімат поселення | Клімат поселення | Клімат поселення | Клімат поселення | Клімат поселення | Клімат поселення | Клімат поселення | Клімат поселення |
| Показник                                      | Січ.             | Лют.             | Бер.             | Квіт.            | Трав.            | Черв.            | Лип.             | Серп.            | Вер.             | Жовт.            | Лист.            | Груд.            |                  |
| Середній максимум, °C                         | 6,60             | 8,88             | 13,34            | 17,98            | 23,18            | 26,29            | 25,75            | 24,79            | 21,04            | 15,89            | 10,20            | 5,97             |                  |
| Середня температура, °C                       | 0,29             | 2,58             | 7,00             | 11,67            | 16,85            | 20,00            | 21,55            | 20,60            | 16,82            | 11,70            | 6,00             | 1,75             |                  |
| Середній мінімум, °C                          | −6,06            | −3,77            | 0,66             | 5,32             | 10,54            | 13,65            | 17,33            | 16,38            | 12,62            | 7,48             | 1,78             | −2,46            |                  |
| Норма опадів, мм                              | 57               | 52               | 61               | 74               | 82               | 100              | 84               | 81               | 70               | 80               | 85               | 71               |                  |
| Середньомісячна швидкість вітру, м/с          | 1.60             | 1.81             | 2.20             | 2.10             | 1.90             | 1.80             | 1.70             | 1.60             | 1.52             | 1.54             | 1.60             | 1.62             |                  |
| Середньомісячна сонячна радіація, кДж/м²·день | 4333             | 7171             | 11035            | 15446            | 19544            | 21768            | 22553            | 20349            | 15010            | 9239             | 4895             | 3586             |                  |
| --------------------------------------------- | ---------------- | ---------------- | ---------------- | ---------------- | ---------------- | ---------------- | ---------------- | ---------------- | ---------------- | ---------------- | ---------------- | ---------------- | ---------------- |
| Джерело:                                      |                  |                  |                  |                  |                  |                  |                  |                  |                  |                  |                  |                  |                  |